# Samuel Rajzman
Samuel (Szmul) Rajzman (ur. 1902 w Węgrowie, zm. 1979 w Montrealu) – polski Żyd, ocalały z obozu zagłady w Treblince, świadek w procesach zbrodniarzy hitlerowskich.

## Życiorys
Urodził się w Węgrowie, był księgowym i tłumaczem. W okresie wojny wraz z żoną i córką mieszkał w getcie warszawskim i stamtąd został 21 września 1942 r. wywieziony do obozu zagłady w Treblince. Był już rozebrany i prowadzony do komory gazowej, gdy uratował go Marceli Galewski, starszy obozowy, później jeden z przywódców powstania w obozie. Znał go wcześniej i wyciągnął go z grona mordowanych, wskazując go Niemcom jako kandydata na tłumacza, którym Rajzman rzeczywiście był. Został skierowany do pracy w obozie.
Samuel Rajzman był jednym z uczestników powstania w obozie w dniu 2 sierpnia 1943 r. i jednym z tych, którzy bunt przygotowali, w czasie powstania dowodził grupą bojowników. Zdołał uciec z obozu, a ponieważ pochodził z pobliskiego Węgrowa, znał okolicę. Grupa, z którą się ukrywał, została wytropiona i wymordowana, Rajzman ocalał, gdyż akurat wtedy udał się na poszukiwanie żywności. Następnie dotarł do gospodarstwa, a polski rolnik ukrywał go, wraz z dwojgiem innych Żydów, do wyzwolenia.
Już w 1944 r. Rajzman spotkał się z ocalałymi z Treblinki na pierwszym spotkaniu. Następnie wyjechał na teren pokonanych już Niemiec, gdzie był dyrektorem personalnym Centralnego Komitetu Wyzwolonych Żydów. Zeznawał w głównym procesie zbrodniarzy hitlerowskich w Norymberdze jako jedyny świadek z Treblinki i jeden z dwóch świadków z Polski (drugim była Seweryna Szmaglewska, ocalała z obozu Auschwitz-Birkenau). Jego zeznania zrobiły ogromne wrażenie i były jednym z ważniejszych wydarzeń procesu. Do Polski nie wrócił, gdyż jego żona i córka nie przeżyły Holokaustu: zamieszkał w Paryżu, a w 1950 r. wyemigrował do Kanady, gdzie ponownie się ożenił, założył własną firmę i mieszkał w Montrealu.
Dwukrotnie jeszcze zeznawał na procesach zbrodniarzy z Treblinki, po raz pierwszy w procesie ostatniego komendanta obozu Kurta Franza i innych, który toczył się w latach 1964–1965, a po raz drugi w procesie Franza Stangla, sądzonego w latach 1969–1970 po ekstradycji z Brazylii. Oba procesy toczyły się w Düsseldorfie.
Zeznawał także w Fort Lauderdale w Stanach Zjednoczonych, gdzie w 1978 r. toczył się proces o odebranie obywatelstwa amerykańskiego Fiodorowi Fedorence, ukraińskiemu strażnikowi z Treblinki. W wyniku tego procesu Fedorenko został pozbawiony obywatelstwa amerykańskiego i deportowany w 1984 r. do Związku Radzieckiego, gdzie w 1986 r. skazany został na karę śmierci i rozstrzelany.
Zmarł w 1979 r. w Montrealu.